# Suzhou, Anhui
För andra betydelser, se Suzhou (olika betydelser).
Suzhou, tidigare känt som Suhsien, är en stad på prefekturnivå i provinsen Anhui i östra Kina.

## Administrativ indelning
Suzhou var tidigare ett härad och benämndes då Su (kinesiska: 宿县?, pinyin: Sù xiàn). 
Idag administrerar staden ett stadsdistrikt och fyra härad:
- Stadsdistriktet Yongqiao (埇桥区)
- Häradet Dangshan (砀山县)
- Häradet Xiao (萧县)
- Häradet Lingbi (灵璧县)
- Häradet Si (泗县)